# Keshena
Keshena é uma Região censo-designada localizada no estado norte-americano de Wisconsin, no Condado de Menominee.

## Demografia
Segundo o censo norte-americano de 2000, a sua população era de 1394 habitantes.

## Geografia
De acordo com o United States Census Bureau tem uma área de
21,9 km², dos quais 21,9 km² cobertos por terra e 0,0 km² cobertos por água. Keshena localiza-se a aproximadamente 258 m acima do nível do mar.

## Localidades na vizinhança
O diagrama seguinte representa as localidades num raio de 16 km ao redor de Keshena.